# Protestantský kostel Étoile
Protestantský kostel Étoile, resp. Unijně protestantský kostel Étoile (fr. Église protestante unie de l'Étoile) je kostel v 17. obvodu v Paříži na Avenue de la Grande-Armée, který slouží francouzské reformované církvi.

## Historie
V 19. století začala postupně vznikat výstavba v oblasti za Place de l'Étoile. Pastor Eugène Bersier pojal myšlenku na postavení kostela pro nové obyvatelstvo a získal mezi protestantskými rodinami finanční prostředky. V roce 1874 byl postaven kostel v tehdy oblíbeném novogotickém stylu. Protože měl Eugène Bersier anglikánskou matku, nechal postavit kostel ve stylu anglikánské církve. Kolem roku 1875 vytvořil pro kostel Aristide Cavaillé-Coll varhany, které rozšířil Charles Mutin v letech 1914–1917.
V roce 1924 byly po stranách kostela přistavěny dvě budovy, které slouží činnostem farnosti.